# زیردریایی کلاس-اس (اتحاد جماهیر شوروی)
زیردریایی کلاس-اس (اتحاد جماهیر شوروی) (به انگلیسی: Soviet S-class submarine) یک کلاس از زیردریایی است که طول آن 77.8 m می‌باشد.